# Сафронникова, Наталья Вячеславовна
Ната́лья Вячесла́вовна Сафро́нникова (бел. Наталля Вячаславаўна Сафроннікава; род. 28 февраля 1973, Волковыск, Гродненская область), в девичестве Виногра́дова (бел. Віноградова) — белорусская легкоатлетка, специалистка по бегу на короткие дистанции. Выступала за сборную Белоруссии по лёгкой атлетике в 1994—2007 годах, чемпионка мира в помещении, обладательница бронзовой медали чемпионата Европы, победительница Кубка Европы, многократная чемпионка и призёрка первенств национального значения, действующая рекордсменка страны в нескольких спринтерских дисциплинах, участница двух летних Олимпийских игр. Мастер спорта Республики Беларусь международного класса.

## Биография
Наталья Виноградова родилась 28 февраля 1973 года в городе Волковыске Гродненской области Белорусской ССР.
Занималась лёгкой атлетикой в Гродно в спортивном клубе «Динамо», проходила подготовку под руководством таких специалистов как Владимир Никифорович Зинченко и Леонид Игоревич Сафронников.
Впервые заявила о себе в сезоне 1994 года, когда впервые стала чемпионкой Белоруссии в беге на 100 метров. Попав в состав белорусской национальной сборной, выступила на Играх доброй воли в Санкт-Петербурге, где в зачёте эстафеты 4 × 100 метров заняла итоговое пятое место.
Будучи студенткой, в 1995 году представляла Белоруссию на Универсиаде в Фукуоке, где в дисциплинах 100 и 200 метров дошла до стадии полуфиналов. Помимо этого, бежала 200 метров на чемпионате мира в Гётеборге.
Благодаря череде удачных выступлений удостоилась права защищать честь страны на летних Олимпийских играх 1996 года в Атланте — в беге на 200 метров дошла до полуфинала, показав результат 22,98.
В 1997 году в беге на 100 метров финишировала третьей на Кубке Европы в Мюнхене, в беге на 200 метров выступила на чемпионате мира в Афинах.
В 1998 году на чемпионате Европы в Будапеште бежала 100 и 200 метров, а также эстафету 4 × 100 метров.
В 1999 году стартовала на дистанции 60 метров на чемпионате мира в помещении в Маэбаси, на дистанциях 100 и 200 метров на чемпионате мира в Севилье.
В 2001 году в беге на 200 метров выиграла бронзовые медали на чемпионате мира в помещении в Лиссабоне и на Универсиаде в Пекине, с ныне действующим национальным рекордом Белоруссии 22,68 победила на Кубке Европы в Бремене, отметилась выступлением в трёх дисциплинах на чемпионате мира в Эдмонтоне.
На чемпионате Европы 2002 года в Мюнхене стартовала в беге на 200 метров и в эстафете 4 × 100 метров.
В 2003 году в беге на 200 метров стала пятой на чемпионате мира в помещении в Бирмингеме, установив при этом ныне действующий национальный рекорд Белоруссии — 22,91. С результатом 22,98 заняла шестое место на чемпионате мира в помещении в Париже, где также показала седьмой результат в эстафете 4 × 100 метров. Была пятой на Всемирном легкоатлетическом финале в Монте-Карло.
На чемпионате мира в помещении 2004 года в Будапеште в дисциплине 60 метров показала восьмой результат, тогда как на дистанции 200 метров завоевала серебряную медаль (впоследствии в связи с дисквалификацией Анастасии Капачинской переместилась в итоговом протоколе на первую позицию). Находясь в числе лидеров белорусской легкоатлетической команды, благополучно прошла отбор на Олимпийские игры в Афинах — в индивидуальном беге на 200 метров остановилась на стадии четвертьфиналов, в то время как в программе эстафеты 4 × 100 метров вместе с соотечественницами Еленой Невмержицкой, Оксаной Драгун и Юлией Нестеренко преодолела предварительный квалификационный этап и в финале с национальным рекордом Белоруссии 42,94 стала пятой.
После афинской Олимпиады Сафронникова осталась действующей спортсменкой на ещё один олимпийский цикл и продолжила принимать участие в крупнейших международных стартах. Так, в 2006 году она добавила в послужной список бронзовую награду, выигранную в эстафете 4 × 100 метров на чемпионате Европы в Гётеборге.
В 2007 году в беге на 100 метров финишировала третьей на Кубке Европы в Мюнхене, в эстафете 4 × 100 метров стала шестой на чемпионате мира в Осаке.
Завершила спортивную карьеру по окончании сезона 2009 года.
За выдающиеся спортивные достижения удостоена почётного звания «Мастер спорта Республики Беларусь международного класса».